# 本吉剛
本吉 剛（もとよし たけし、1967年7月26日 - ）は、神奈川県横浜市出身の元サッカー選手、サッカー指導者。選手時代のポジションはディフェンダー（センターバック、ストッパー）。

## 来歴
鎌倉高等学校では、3年次に第64回全国高等学校サッカー選手権大会に出場。3回戦で同大会を制する清水商高に敗れたが、優秀選手に選出された。同期には堀孝史がいる。1986年に中央大学に進学。サッカー部に入部し、センターバックとして活躍。1987年のユニバーシアードに出場。日本B代表にも選出され、AFCアジアカップ1988で2試合に出場した。
1990年に日本サッカーリーグ2部・フジタ（現 湘南ベルマーレ）に入団。この年のフジタのリーグ最小失点に貢献し、ルーキーながらベストイレブンに選出された。1991年に三菱自動車（現 浦和レッドダイヤモンズ）に移籍し、三菱自動車でJSL1部16試合、浦和でJリーグ18試合に出場した。
1995年からはジャパンフットボールリーグの大塚製薬（現 徳島ヴォルティス）に加入。新加入にして主将を任され、DFリーダーとして守備を統率し堅守 を築いたが、同クラブがJリーグ参入に消極的だったことなどから、1997年に東京ガスFC（現FC東京）へ移籍。中央大学の先輩でセンターバックとしてコンビを組んだこともある大熊清監督の下で活躍した。
1998年シーズンを最後に現役を引退。ヘディングに強くハードな守備を持ち味としたセンターバックだったが、怪我がちで、同年受傷した前十字靭帯断裂及び半月板損傷によってJリーグ復帰はかなわなかった。
引退後は指導者の道に進み、FC東京で主に下部組織の指導に当たった。2003年にFC東京U-15監督としてクラブユース選手権に優勝。2006年はトップチームのコーチを務めた。2007年からはFC東京U-18コーチを務め、2010年にはFUJI XEROX SUPER CUP 2010 フレンドリーマッチ「U-18Jリーグ選抜 vs 日本高校サッカー選抜」のU-18Jリーグ選抜コーチに選出された。2011年　JFA 公認S級コーチ取得。　2012年よりFC東京U-18監督就任。ボールポゼッションを高めるスタイルの確立に粘り強く取り組んだ。2014年からは同クラブの普及マネジメントチーフとして統括及びコーチ育成を担当。
2015年、四国学院大学サッカー部監督に就任。
全日本大学選抜チーム監督に就任（2017，2018）　『アジア大学サッカートーナメント』（2017）EASTチーム優勝、MVC賞を受賞した。

## 所属クラブ
- 1983年-1985年 神奈川県立鎌倉高等学校
- 1986年-1989年 中央大学学友会サッカー部
- 1990年-1991年  フジタサッカークラブ
- 1991年-1994年  三菱自動車工業サッカー部 / 浦和レッドダイヤモンズ
- 1995年-1996年  大塚製薬サッカー部
- 1997年-1998年  東京ガスフットボールクラブ

## 個人成績
| 国内大会個人成績 | 国内大会個人成績 | 国内大会個人成績 | 国内大会個人成績 | 国内大会個人成績 | 国内大会個人成績 | 国内大会個人成績 | 国内大会個人成績 | 国内大会個人成績 | 国内大会個人成績 | 国内大会個人成績 | 国内大会個人成績 |
| 年度             | クラブ           | 背番号           | リーグ           | リーグ戦         | リーグ戦         | リーグ杯         | リーグ杯         | オープン杯       | オープン杯       | 期間通算         | 期間通算         |
| 年度             | クラブ           | 背番号           | リーグ           | 出場             | 得点             | 出場             | 得点             | 出場             | 得点             | 出場             | 得点             |
| 日本             | 日本             | 日本             | 日本             | リーグ戦         | リーグ戦         | リーグ杯         | リーグ杯         | 天皇杯           | 天皇杯           | 期間通算         | 期間通算         |
| ---------------- | ---------------- | ---------------- | ---------------- | ---------------- | ---------------- | ---------------- | ---------------- | ---------------- | ---------------- | ---------------- | ---------------- |
| 1990-91          | フジタ           | 4                | JSL2部           | 25               | 3                | 1                | 0                | 2                | 0                | 28               | 3                |
| 1991-92          | 三菱             | 33               | JSL1部           | 16               | 1                | 0                | 0                | 3                | 0                | 19               | 1                |
| 1992             | 浦和             | -                | J                | -                | -                | 5                | 0                | 3                | 0                | 8                | 0                |
| 1993             | 浦和             | -                | J                | 14               | 2                | 3                | 0                | 2                | 0                | 19               | 2                |
| 1994             | 浦和             | -                | J                | 4                | 0                | 0                | 0                | 0                | 0                | 4                | 0                |
| 1995             | 大塚             | 6                | 旧JFL            | 27               | 1                | -                | -                | 1                | 0                | 28               | 1                |
| 1996             | 大塚             | 5                | 旧JFL            | 17               | 3                | -                | -                | 3                | 1                | 20               | 4                |
| 1997             | 東京ガス         | 5                | 旧JFL            | 25               | 1                | -                | -                | 6                | 1                | 31               | 2                |
| 1998             | 東京ガス         | 5                | 旧JFL            | 7                | 1                | -                | -                | 0                | 0                | 7                | 1                |
| 通算             | 日本             | 日本             | J                | 18               | 2                | 8                | 0                | 2                | 0                | 28               | 2                |
| 通算             | 日本             | 日本             | JSL1部           | 16               | 1                | 0                | 0                | 3                | 0                | 19               | 1                |
| 通算             | 日本             | 日本             | JSL2部           | 25               | 3                | 1                | 0                | 2                | 0                | 28               | 3                |
| 通算             | 日本             | 日本             | 旧JFL            | 76               | 6                | -                | -                | 10               | 2                | 86               | 8                |
| 総通算           | 総通算           | 総通算           | 総通算           | 135              | 12               | 9                | 0                | 17               | 2                | 161              | 14               |

その他の公式戦
- 1991年
  - コニカカップ 1試合0得点

出場歴
- Jリーグ初出場：1993年6月12日 対清水エスパルス戦 (浦和市駒場競技場)
- Jリーグ初得点：1993年6月16日 対名古屋グランパスエイト戦 (名古屋市瑞穂球技場)
- JSL（1部）初出場：1991年10月12日 対トヨタ自動車戦 (江戸川区陸上競技場)
- JSL（1部）初得点：1991年11月23日 対本田技研戦 (国立競技場)
- JSL（2部）初出場：1990年9月8日 対日立製作所戦 (日立柏総合グラウンド)
- JSL（2部）初得点：1990年10月7日 対コスモ石油戦 (津・海浜公園内陸上競技場)

## 指導歴
- 1999年-2014年：FC東京
  - 1999年：強化育成部
  - 2000年-2001年：普及部 クリニックマスター[9]
  - 2002年：普及部 スクールマスター[9]
  - 2003年-2005年：U-15 / U-15深川[注 1] 監督
  - 2006年：トップチーム コーチ
  - 2007年-2010年：U-18 コーチ
  - 2011年：U-12育成担当 兼 普及部コーチ
  - 2012年-2013年：U-18 監督
  - 2014年：普及マネジメントチーフ
- 2015年 - 四国学院大学男子サッカー部 監督[9]

### 監督成績
| 年度   | クラブ          | 所属                       | リーグ戦 | リーグ戦 | リーグ戦 | リーグ戦 | リーグ戦 | リーグ戦 | カップ戦      |
| 年度   | クラブ          | 所属                       | 順位     | 勝点     | 試合     | 勝       | 分       | 敗       | 天皇杯        |
| ------ | --------------- | -------------------------- | -------- | -------- | -------- | -------- | -------- | -------- | ------------- |
| 2012   | FC東京U-18      | プリンス関東1部            | 2位      | 40       | 18       | 13       | 1        | 4        | -             |
| 2013   | FC東京U-18      | プリンス関東1部            | 6位      | 26       | 18       | 8        | 2        | 8        | -             |
| 2015   | 四国学院大学    | 四国大学 サッカーリーグ1部 | 2位      | 15       | 8        | 5        | 0        | 3        | -             |
| 2016   | 四国学院大学    | 四国大学 サッカーリーグ1部 | 2位      | 14       | 8        | 4        | 2        | 2        | -             |
| 2017   | 四国学院大学    | 四国大学 サッカーリーグ1部 | 2位      | 21       | 10       | 6        | 3        | 1        |               |
| 2018   | 四国学院大学    | 四国大学 サッカーリーグ1部 | 1位      | 22       | 10       | ７       | １       | 2        |               |
| 2019   | 四国学院大学    | 四国大学 サッカーリーグ1部 | 3位      | 16       | 10       | 5        | 4        | 1        | 香川県予選2位 |
| 2020   | 四国学院大学    | 四国大学 サッカーリーグ1部 |          |          |          |          |          |          |               |
| 通算   | プリンス関東1部 | プリンス関東1部            | -        | -        | 36       | 21       | 3        | 12       | -             |
| 通算   | 四国大学        | 四国大学                   | -        | -        | 8        | 5        | 0        | 3        | -             |
| 総通算 | 総通算          | 総通算                     | -        | -        | 44       | 26       | 3        | 15       | -             |

## タイトル
東京ガスフットボールクラブ
- ジャパンフットボールリーグ (1998年)

FC東京U-15
- 日本クラブユースサッカー選手権 (U-15)大会 (2003年)

四国学院大学
- 四国大学サッカーリーグ1部（2018）

### 個人
- 全国高等学校サッカー選手権大会 優秀選手 (1985年)
- 日本サッカーリーグ2部 ベストイレブン (1991年)
- ジャパンフットボールリーグ ベストイレブン (1995年、1997年)